# Église Santa Teresa degli Scalzi
L'église Santa Teresa degli Scalzi (aussi connue sous le nom d'église Santa Teresa al Museo, église Santa Teresa agli studi ou encore église de la Mère-de-Dieu) est une église de Naples dédiée à sainte Thérèse d'Avila. Elle est située via Santa Teresa degli Scalzi, la grande rue ouverte entre 1806 et 1810 pour relier le centre historique de la ville au quartier de Capodimonte. Elle est représentative du baroque napolitain.
L'église a été rouverte le 15 octobre 2021 et est désormais gérée par l'ordre des Reconstructeurs en prière.

## Histoire
L'église, commencée en 1604 et consacrée en 1612, a été commandée par les carmélites déchaussées principalement grâce aux offrandes recueillies par Pietro della Madre di Dio, prédicateur carmélite espagnol et disciple de sainte Thérèse d'Avila.

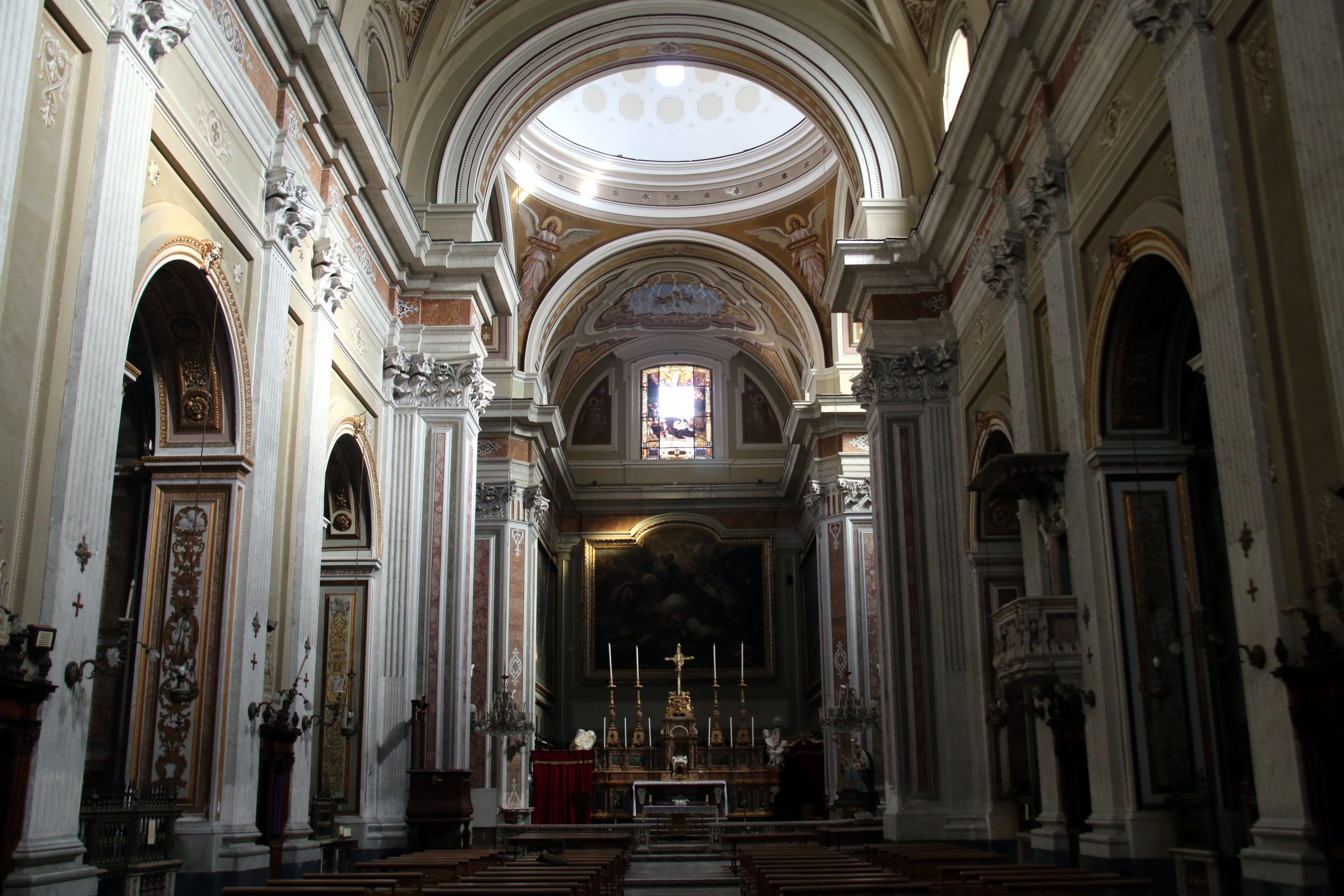
Intérieur de l'église.

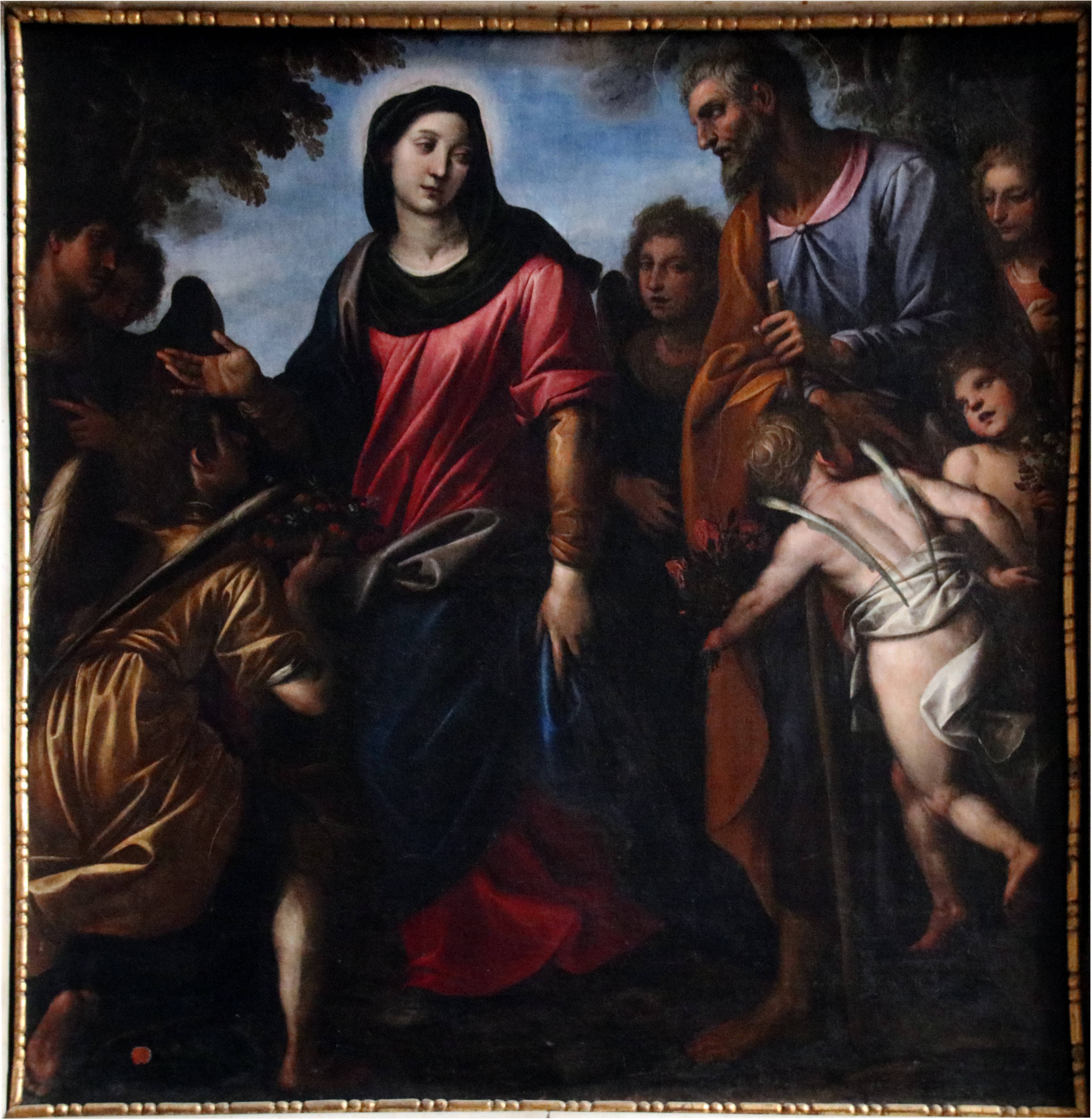
Rencontre de la Vierge avec Saint Joseph de Passignano.

## Extérieur
Le projet de construction de l'église et du couvent attenant a été confié à Giovan Giacomo di Conforto, tandis que la façade a été conçue par Cosimo Fanzago en 1652, avec deux statues en stuc représentant sainte Thérèse d'Avila et saint Jean de la Croix.
En raison de l'abaissement de la chaussée et pour relier la route nouvellement construite et l'entrée du sanctuaire, un escalier a été construit. En 1835, un double escalier a été construit sur un projet d'Antonio Annito (qui a restauré l'église dans son ensemble), qui a remplacé le précédent. Dès le début de l'escalier, des bas-reliefs réalisés par Pasquale Ricca sont visibles

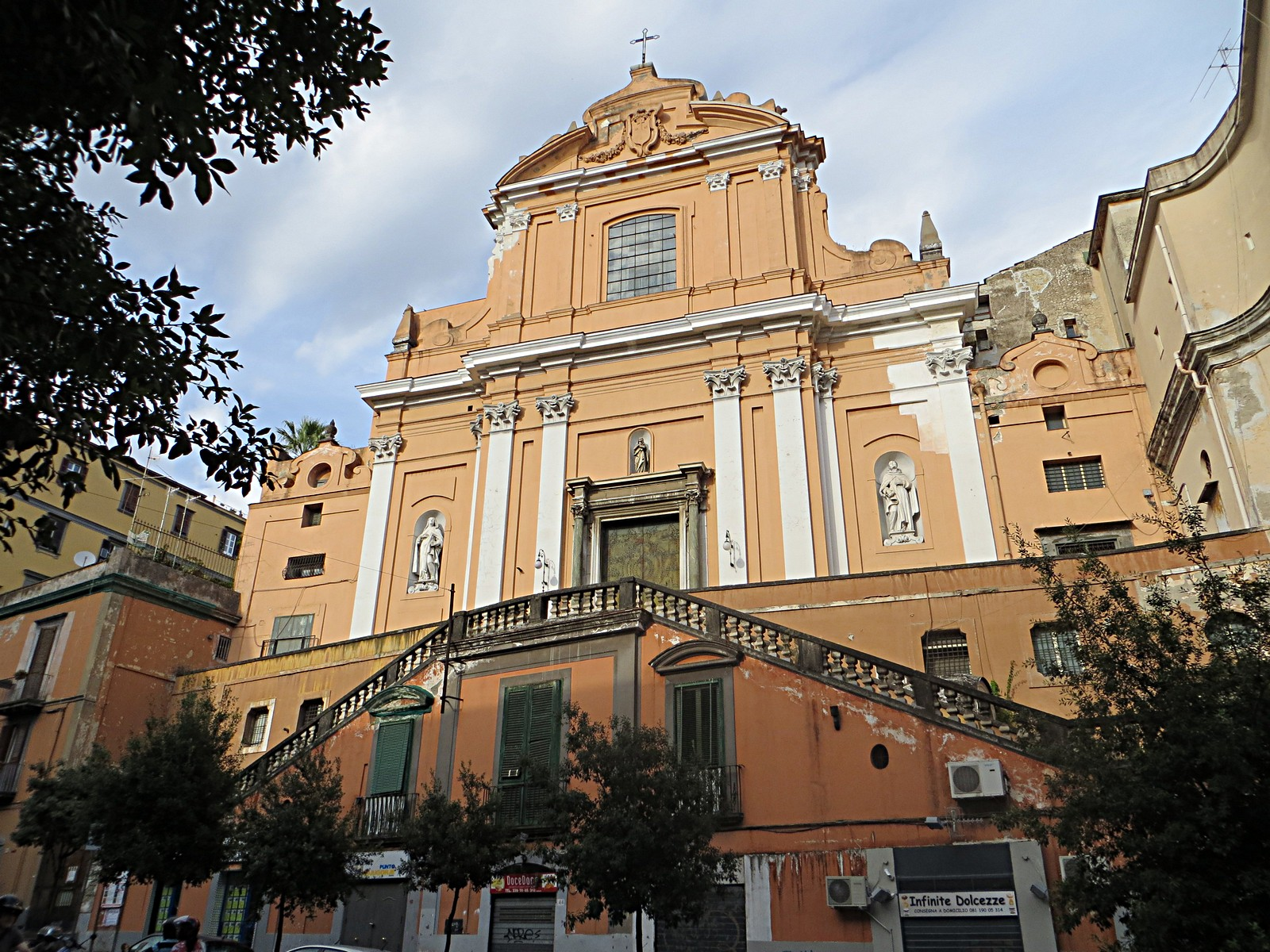
Façade, avec le double escalier,
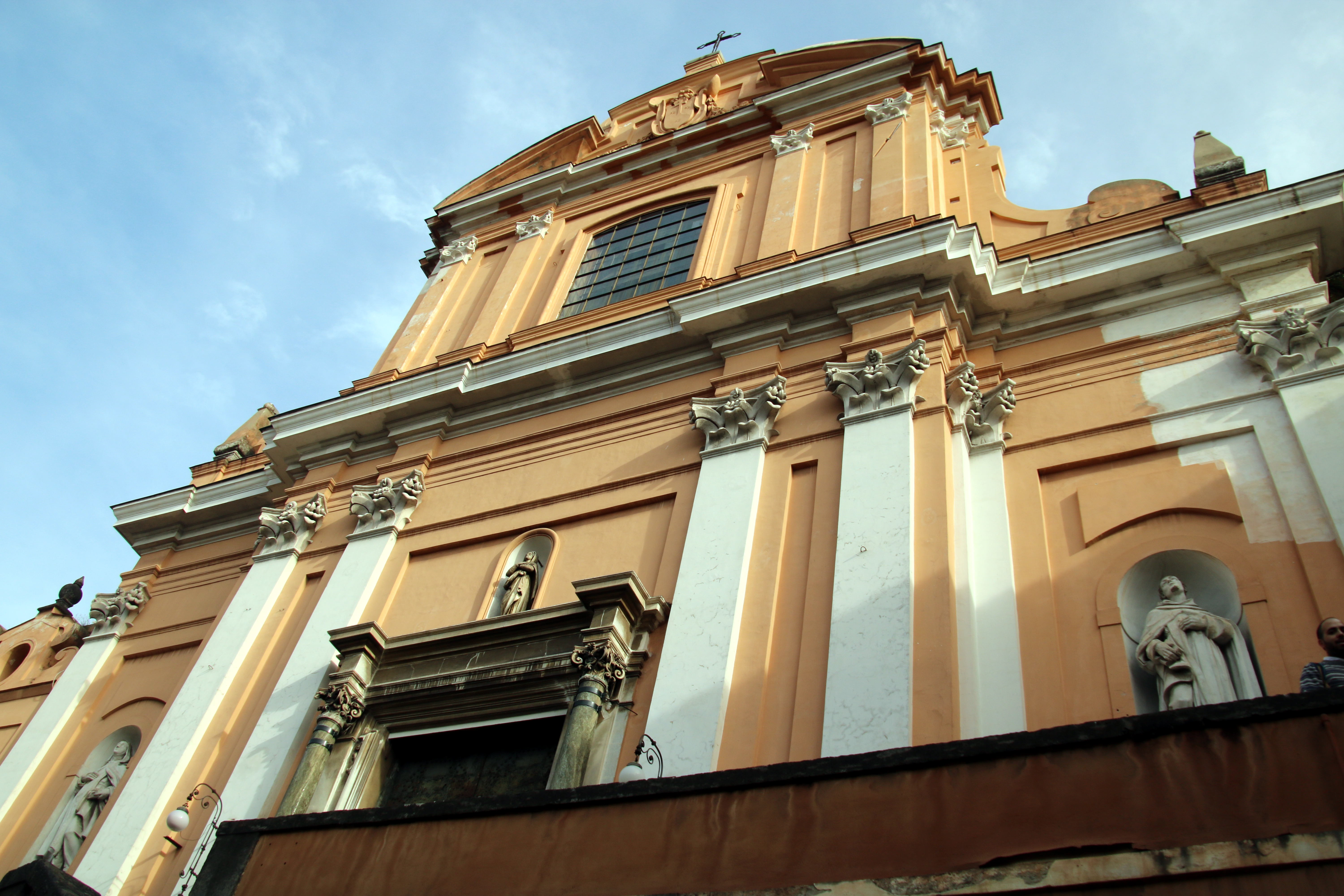
Détail,

## Intérieur
À l'intérieur, une croix latine articulée en une seule nef avec des chapelles, on trouve des œuvres de nombreux sculpteurs et peintres de l'époque baroque, dont Paolo de Matteis et l'artiste flamand Niccolò de Simone, un tombeau de Tito Angelini, des statues de Domenico Antonio Vaccaro, des bustes de Matteo Bottiglieri, Angelo Viva et quelques décorations de Costantino Marasi.
En particulier, la deuxième chapelle à gauche présente des décorations picturales de Battistello Caracciolo, datant de la période 1616-1620 et représentant des Histoires de l'Ordre des Carmélites ; Les fresques de Belisario Corenzio dans la quatrième chapelle à droite, quant à elles, sont datées de 1613, avec l'Assomption de la Vierge parmi les chœurs d'anges.
Le peintre Giacomo del Po a exécuté au début du XVIIIe siècle les deux grandes toiles placées sur les côtés de la croix du transept (la Bataille de Prague et la Fuite en Égypte) et quelques faux cadres scénographiques représentant des Vertus et des Anges, placés comme ornement architectural des peintures elles-mêmes.
Ici est conservé le seul témoignage artistique, dans une église napolitaine, d'un représentant de la dynastie des Habsbourg, à savoir la sculpture représentant l'empereur Charles VI réalisée par Giacomo Colombo en 1715.

### L'ancien maître-autel
À la suite de la suppression des ordres religieux, le maître-autel original construit par Dionisio Lazzari a été transféré en 1808, pour sa splendeur et sa préciosité, à la Chapelle Royale du palais royal de Naples, où il se trouve encore aujourd'hui.
Il est composé d'un maître-autel très raffiné (réalisé en 1672) flanqué de deux portes latérales (de 1691) et d'un Ciborium (de 1772), le tout réalisé avec des incrustations de pierres semi-précieuses polychromes et de lapis-lazuli et des finitions en bronze doré.
L'autel actuel qui a remplacé celui de Lazzari a été construit par Giuseppe Sanmartino entre 1748 et 1750 et provient de l'église Santa Maria del Divino Amore. Il a été placé ici en 1860 après avoir été modifié pour l'adapter à sa nouvelle position par l'architecte Nicola Stassano.

### La chapelle de Sainte Thérèse d'Avila

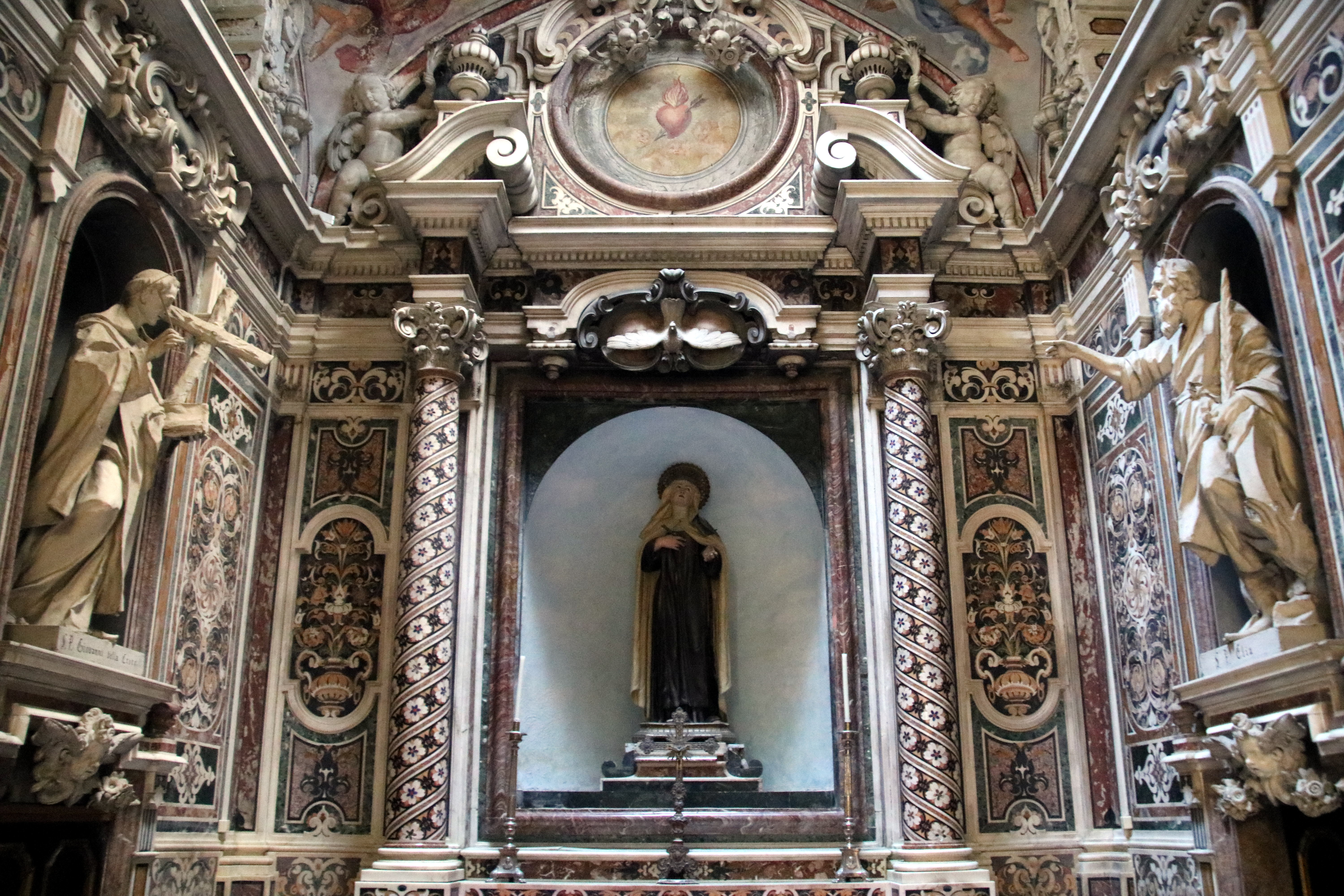
Chapelle de Sainte Thérèse d'Avila.

La chapelle de Sainte Thérèse d'Avila représente certainement l'un des exemples les plus importants d'un environnement du XVIIe siècle dans la ville de Naples.
Située près du transept gauche, elle a été conçue par Cosimo Fanzago en 1640 et la conception originale est encore presque intacte, à l'exception de la statue de la sainte, qui est beaucoup plus moderne et quelque peu incongrue pour l'environnement.
La chapelle présente une décoration articulée en marqueterie de marbre, tant sur les murs que sur le sol, un élégant portail en laiton, des sculptures en stuc et deux peintures d'Ippolito Borghese.

## Le couvent

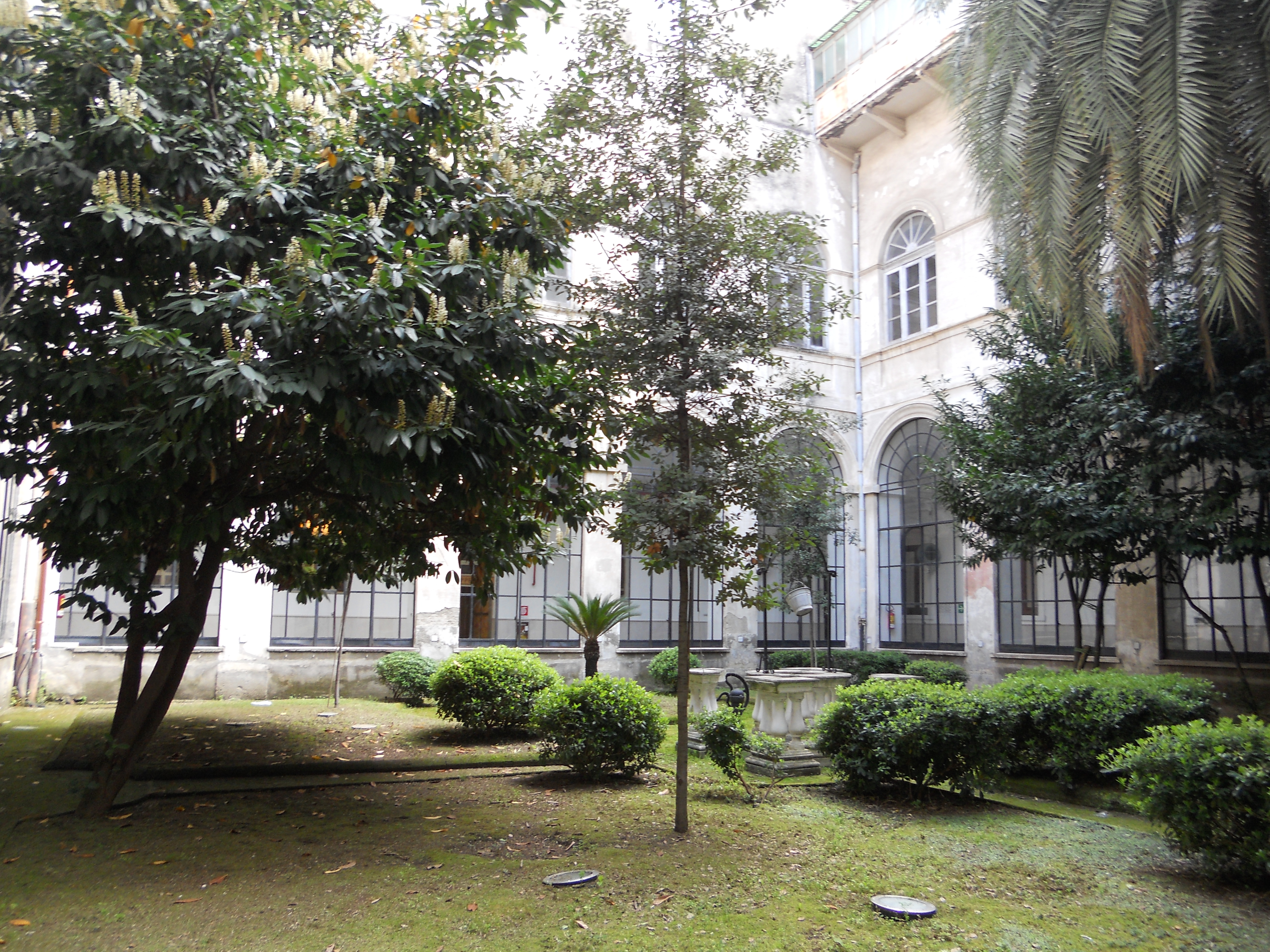
Grand cloître.

Attaché à l'église se trouve l'ancien couvent et ses deux cloîtres, à l'origine le palais du duc de Nocera, qui abrite aujourd'hui diverses institutions appartenant à l'Institut Paolo Colosimo pour les aveugles.